# Low Wee Wern
Pour les articles homonymes, voir Wee.
Low Wee Wern, née le 25 juillet 1990 dans l'état de Penang, est une joueuse professionnelle de squash représentant la Malaisie. Elle atteint, en octobre 2014, la cinquième place mondiale sur le circuit international, son meilleur classement. Elle est championne de Malaisie à quatre reprises entre 2012 et 2020. Elle annonce sa retraite en février 2024.

## Biographie
Elle commence le squash à l'âge de huit ans comme occupation de week-end à la suite du divorce de ses parents; à l'âge de dix ans, elle s’entraîne 6 jours par semaine sous la houlette de Lianne David, la sœur de Nicol David et l'âge de 12 ans, elle représente déjà la Malaisie dans des tournois internationaux. À l'âge de dix-sept ans, elle décide d’arrêter ses études et de passer professionnelle sous la direction de Aaron Soyza. En avril 2015, une rupture du ligament croisé antérieur l'oblige à une opération chirurgicale et à un arrêt d'une année. Elle espère reprendre la compétition en décembre 2017 après être tombée à la 229e place mondiale puis en février 2018. Après 20 mois d'absence, elle reprend la compétition en juillet 2018 lors des championnats individuels de Malaisie et s'incline en finale face à Sivasangari Subramaniam. Elle prend sa revanche quelques semaines plus tard lors des demi-finales de l'Open de Malaisie avant de s'imposer en finale face à la Japonaise Satomi Watanabe, autre révélation de la saison 2017 et joueuse émergente du squash mondial. Elle enchaîne dès la semaine suivante en remportant l'Open de Tasmanie face à Rachael Grinham, après être sortie des qualifications et établissant une série de 11 victoires successives. Le classement du mois d'août la voit faire un bond de la 254e place à la 70e place. Elle enchaîne la semaine suivante en remportant l'Australian Open face à Hana Ramadan portant sa série victorieuse à 16 matchs consécutifs remportés et trois tournois, la meilleure série de sa carrière. En novembre 2018, elle a remporté les quatre tournois qu'elle a disputés, passant de la 254e place à la 52e place.
En avril 2019, à l'Open de Macao, elle prend sa revanche des récents championnats du monde en battant sèchement la tête de série no 2 Salma Hany. Elle continue son brillant parcours, éliminant les Égyptiennes têtes de série Nadine Shahin et Zeina Mickawy, pour accéder à sa plus importante finale depuis sept ans et affronter la tête de série no 1 Annie Au.
En septembre 2021, elle doit subir une quatrième intervention chirurgicale majeure avec l'opération de l'autre genou. Elle effectue son retour sur le circuit en novembre 2022 à l'occasion de l'Open de Singapour. Elle enchaîne alors une série de 16 victoires successives avec 4 tournois remportés successivement démontrant que son niveau de squash est toujours là.

## Palmarès

### Titres
- Australian Open : 2018
- Open de Malaisie : 2018
- Open de Chine : 3 titres (2011, 2012, 2014)
- Championnats de Malaisie : 4 titres (2012, 2014, 2019, 2020)[19]
- Championnats d'Asie par équipes : 3 titres (2006, 2008, 2014)

### Finales
- Open de Malaisie : 2019
- Open de Macao : 2019
- Open de Séoul : 2010
- Open de Greenwich : 2 finales (2013, 2014)
- Championnats d'Asie : 2013
- Championnats du monde par équipes : 2014